# Гевио (Новара)
Гевио је насеље у Италији у округу Новара, региону Пијемонт.
Према процени из 2011. у насељу је живело 506 становника. Насеље се налази на надморској висини од 384 м.